# 乾貞 (阿謝)
乾貞（けんてい）は、南宋時代に広西で自杞国王を称した阿謝が建てた私年号。1176年。

## 西暦・干支との対照表
| 乾貞 | 元年   |
| 西暦 | 1176年 |
| 干支 | 丙申   |